# Le Club des incorrigibles optimistes
Le Club des incorrigibles optimistes est le second roman de Jean-Michel Guenassia. Publié en 2009, il obtint le Prix Goncourt des lycéens.

## Résumé
Sur fond de guerre d'Algérie, le roman brosse un tableau de la France des années 1960. Il raconte en parallèle l'histoire de la famille d'un jeune Parisien de 12 ans et celle d'un groupe de réfugiés des pays de l'Est qui se réunit dans l'arrière-salle d'un café et dont le jeune garçon découvre le passé souvent tragique (le Club des Incorrigibles Optimistes). Ce roman de près de 800 pages, dont l'action se déroule au Quartier latin entre 1959 et 1964, met en scène une famille déchirée par la guerre d'Algérie sur fond de mésalliance et un groupe d'errants qui, outre la passion pour les échecs, partage le poids de remords et d'un secret qui s'éclaircit à la fin du récit.
Une suite paraît en 2021, Les Terres promises.